# Futsal Boys!!!!!
 Futsal Boys!!!!! (フットサルボーイズ!!!!! Futtosarubōizu!!!!!?) es una franquicia multimedia japonesa basada en el fútbol sala. Una serie de televisión de anime de Diomedéa se estrenó en enero de 2022 y también se lanzará un videojuego desarrollado por Bandai Namco Entertainment.

## Personajes
Haru Yamato (大和 晴 Yamato Haru?)
 Seiyū: Ryōta Takara
Seiichiro Sakaki (榊 星一郎 Sakaki Seiichiro?)
 Seiyū: Shūto Ishimori
Toi Tsukioka (月丘 柊依 Tsukioka Toi?)
 Seiyū: Kohei Yoshiwara
Tsubaki Yukinaga (幸永 椿貴 Yukinaga Tsubaki?)
 Seiyū: Ryōtarō Yamaguchi
Ryu Nagumo (南雲 竜 Nagumo Ryo?)
 Seiyū: Kazuki Furuta
Taiga Amakado (天門 泰雅 Amakado Taiga?)
 Seiyū: Yasunao Sakai
Louis Kashiragi (樫良木ルイ Kashiragi Louis?)
 Seiyū: Hiromu Mineta
Shin Yuki (結城心 Yūki Shin?)
 Seiyū: Yūya Arai
Takumi Kuga (久我巧生 Kuga Takumi?)
 Seiyū: Satoru Murakami
Kaito Kazanin (花山院快斗 Kazanin Kaito?)
 Seiyū: Junpei Baba
Sei Kyogoku (京極聖 Kyogoku Sei?)
 Seiyū: Naoya Miyase
Tomoe Futaba (二葉ともえ Futaba Tomoe?)
 Seiyū: Tomoya Yamamoto
Kyōsuke Aiba (相庭京介 Aiba Kyōsuke?)
 Seiyū: Kazuki Ura
Rio Hanamura (花村理央 Hanamura Rio?)
 Seiyū: Keita Tada
Nozomi Kōmori (昂守希 Kōmori Nozomi?)
 Seiyū: Takao Sakuma
Natsuki Sogō (十河夏輝 Sogō Natsuki?)
 Seiyū: Mizuki Chiba
Yukimaru Kurama (鞍馬雪丸 Kurama Yukimaru?)
 Seiyū: Minato Kamimura
Ren Kiryu (桐生蓮 Kiryu Ren?)
 Seiyū: TAKA
Shun Shirakawa (白河瞬 Shirakawa Shun?)
 Seiyū: Nobuaki Oka
Togo Tachibana (橘藤吾 Tachibana Togo?)
 Seiyū: Shōichirō Ōmi
Ayato Imazono (今園彩人 Imazono Ayato?)
 Seiyū: Ayato Morinaga
Asa Minase (水無瀬亜佐 Minase Asa?)
 Seiyū: Takeru Kikuchi
Soya Akiduki (秋月奏夜 Akiduki Soya?)
 Seiyū: Takuya Tsuda
Ao Asahina (朝比奈碧 Asahina Ao?)
 Seiyū: Keito Okuyama
Tokinari Tennoji (天王寺刻成 Tennoji Tokinari?)
 Seiyū: Yoshitsugu Kawashima
Ryutaro Sera (世良龍太朗 Sera Ryutaro?)
 Seiyū: Sousuke Shimokawa
Ryosuke Minase (水無瀬涼佑 Minase Ryosuke?)
 Seiyū: Takahide Ishii
Emilio Garcia (ガルシア・エミリオ Garushia Emirio?)
 Seiyū: Ryōsuke Kozuka
Saku Hasumi (蓮美朔 Hasumi Saku?)
 Seiyū: Tsubasa Kizu

## Media

### Anime
El proyecto se reveló por primera vez el 4 de octubre de 2019, con Diomedéa para producir la animación. En febrero de 2021, se reveló que la serie de anime se estrenaría en 2021. Sin embargo, el anime se retrasó hasta 2022. El anuncio de retraso también confirmó que el anime sería una serie de televisión. La serie está dirigida por Yukina Hiiro, con guiones de Shōji Yonemura, diseños de personajes de Tomomi Ishikawa y música de R ・ O ・ N. Se estrenará en enero de 2022. Takao Sakuma interpretará el tema de apertura "Bravemaker", mientras que STEREO DIVE FOUNDATION interpretará el tema de cierre.

### Videojuego
Un videojuego para iOS y Android desarrollado por Bandai Namco Entertainment, titulado Futsal Boys !!!!! High-Five League, se anunció junto con la serie de anime. Originalmente estaba programado para lanzarse en 2021, pero luego se retrasó para mejorar la calidad del juego.